# Olivia Olson
Olivia Rose Olson (n. 21 mai 1992, Los Angeles, California, SUA) este o actriță, compozitoare și scriitoare americană, cunoscută în mare parte pentru rolurile sale vocale ca Vanessa Doofenshmirtz din Phineas și Ferb și Marceline Regina Vampir din Să-nceapă Aventura. De asemenea, a interpretat personajul Joanna în filmul Pur și simplu dragoste din 2003 și în continuarea sa din 2017, Red Nose Day Actually.
De asemenea, Olson este scriitoare; a scris romanul grafic Marcy and Simon, a fost coautor al Adventure Time: The Enchiridion și Marcy's Super-Secret Scrapbook și a contribuit la scrierea best-sellerului Adventure Time Encyclopedia pentru Cartoon Network.

## Biografie
Olson a fost adoptată la naștere și a crescut în Los Angeles, California. Ea locuiește cu tatăl ei, Martin Olson, mama Kay Olson și fratele Casey Olson. Olson a absolvit liceul Agoura în 2010. Ea este de origine afro-jamaicană prin tatăl ei biologic.

## Carieră
Olson a apărut ca cântăreață și actriță în seriale și emisiuni de televiziune și în teatru live, inclusiv Comedy Central Stage, HBO Theatre și The Fake Gallery.

## Filmografie

### Filme
| An   | Titlu                                                   | Rol                                        | Note |
| ---- | ------------------------------------------------------- | ------------------------------------------ | ---- |
| 2003 | Pur și simplu dragoste                                  | Joanna Anderson                            |      |
| 2011 | Phineas și Ferb: în a 2-a dimensiune                    | Vanessa Doofenshmirtz din a 2-a Dimensiune | Voce |
| 2020 | Phineas și Ferb - Filmul: Candace împotriva Universului | Vanessa Doofenshmirtz                      | Voce |

### Televiziune
| Ani       | Titlu                                | Rol                              | Note                                                          |
| --------- | ------------------------------------ | -------------------------------- | ------------------------------------------------------------- |
| 2004      | The Tracy Morgan Show                | Julia                            | Un episod, "Career Day"                                       |
| 2006      | Zoey 101                             | Fata #1                          | Episodul "Broadcast Views"                                    |
| 2008–2015 | Phineas și Ferb                      | Vanessa Doofenshmirtz, alte voci | Voce                                                          |
| 2010–2018 | Să-nceapă Aventura                   | Marceline Regina Vampir          | Voce                                                          |
| 2017–2019 | Legile lui Milo Murphy               | Vanessa Doofenshmirtz, alte voci | Voce                                                          |
| 2017–2019 | Fetițele Powerpuff (2016)            | Blisstina Utonium                | Voce, 4 episoade                                              |
| 2017      | Red Nose Day Actually                | Joanna                           |                                                               |
| 2019      | The X Factor: Celebrity              | Herself / Contestant             |                                                               |
| 2020      | Adventure Time: Tărâmuri Îndepărtate | Marceline Regina Vampir          | Voce, episodul "Obsidian"                                     |
| 2020      | Robot Chicken                        | Mal, Yellow Power Ranger         | Voce, episodul "Sundancer Craig in: 30% of the Way to Crying" |
| 2023      | Aventurile fraților ursuleți         | Ursa Mare                        | Voce, episodul "Steluță căzătoare"                            |
| 2023      | Să-nceapă Aventura: Fionna și Cake   | Marceline Regina Vampir          | Voce, 2 episoade                                              |

## Discografie

### Albume de studio
| Titli                                                             | Detalii                                                                          |
| ----------------------------------------------------------------- | -------------------------------------------------------------------------------- |
| The Father-Daughter Album of Unspeakable Beauty (cu Martin Olson) | - Lansat: 2013 - Label: Auto-lansat - Format: CD                                 |
| Nowhere Land                                                      | - Lansat: 22 iunie, 2018 - Label: RoseGold - Format: Digital download, streaming |

### Extended plays
| Titlu           | Detalii                                                                             |
| --------------- | ----------------------------------------------------------------------------------- |
| Beauty Is Chaos | - Lansat: 18 Iulie, 2013 - Label: Auto-Lansat - Format: Digital download, streaming |

### Single-uri
| Titlu                                            | An | Album |
| ------------------------------------------------ | --- | ----- |
| "Anyone Who Had a Heart" (înregistrare X Factor) | rowspan="2" style="background: var(--background-color-notice-subtle,#ececec); color: grey; color:var(--color-base, #000);" class="table-na" \| Non-album singles |       |
| "Crows"                                          | 2021 |       |

### Apariții în coloane sonore
- Pur și simplu dragoste (2003)
- Phineas și Ferb (2009)
- Phineas și Ferb Vacanță de Crăciun (2010)
- Phineas și Ferb: în a 2-a Dimensiune (2011)
- Phineas și Ferb: în prima și a 2-a dimensiune (2011)
- Phineas and Ferb: Vara îți aparține! (2012)
- Phineas and Ferb-ulous: The Ultimate Album (2013)
- Phineas and Ferb: Rockin' and Rollin' (2013)
- The Music of Ooo (2016)
- Marceline the Vampire Queen – Rock the Nightosphere (2015)
- Steven Universe, Vol. 1 (Original Soundtrack) (2017)
- Adventure Time – Come Along with Me (Original Soundtrack) (2018)
- Adventure Time, Vol. 1 (Original Soundtrack) (2019)
- Adventure Time, Vol. 2 (Original Soundtrack) (2019)
- Adventure Time, Vol. 3 (Original Soundtrack) (2019)
- Adventure Time – The Complete Series Soundtrack (2019)
- Să-nceapă Aventura: Tărâmuri Îndepărtate - Obsidian (Original Soundtrack) (2020)